# Église Notre-Dame-des-Douleurs de Hamrun
Pour les articles homonymes, voir Église Notre-Dame-des-Douleurs.
L'église Notre-Dame-des-Douleurs est une église catholique située à Hamrun, à Malte, construite aux alentours du milieu du XXe siècle.